# Lactuca sativa var. angustana
Laitue chinoise
Variété
Classification phylogénétique
La laitue chinoise (Lactuca sativa var. angustana, augustana ou asparagina), laitue branche, laitue asperge ou celtuce, est une variété de laitue qui pousse avec un cœur ferme et long et une longue tête de feuilles. Son cœur est consommé en Chine, où elle est appelée wosun (chinois : 莴笋 ; pinyin : wōsǔn) ou parfois qingsun (青笋, qīngsǔn), coupé en tranches, puis cuit, dans les plats de légumes.
Les feuilles, préparées séparément, sont appelées youmaicai (chinois : 油麦菜 ; pinyin : yóumàicài). 

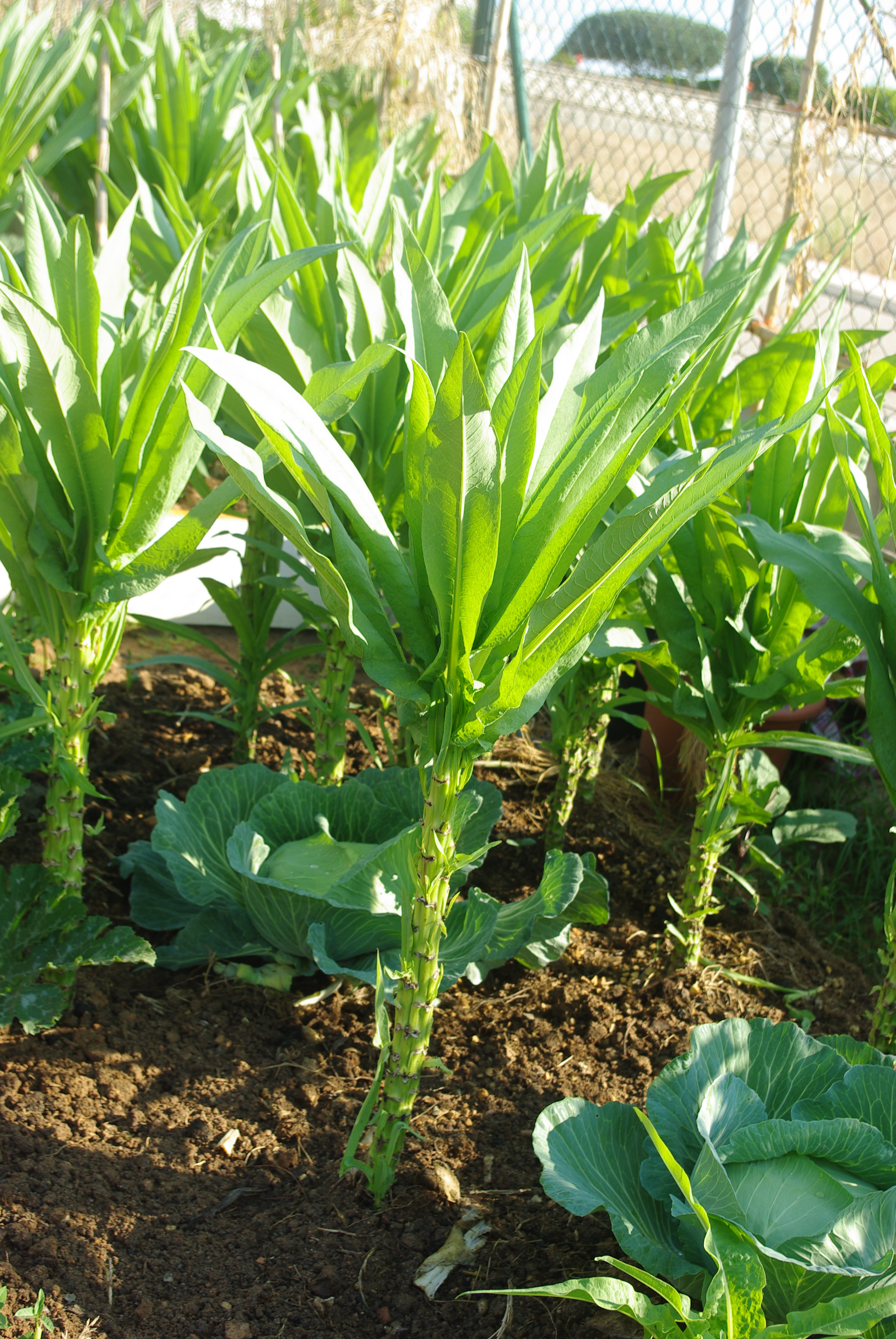
laitue chinoise sur pied
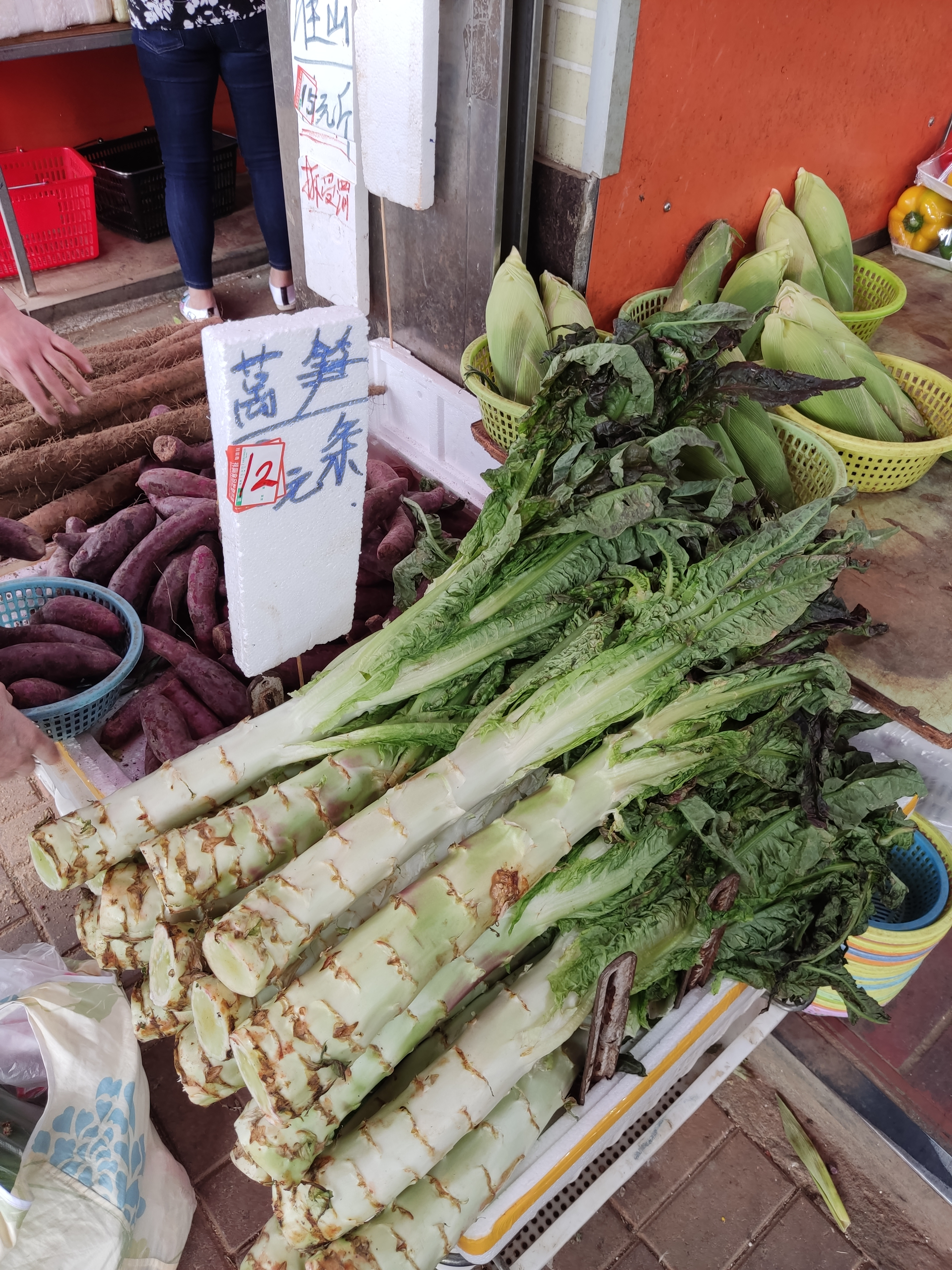
celtuces sur un étal
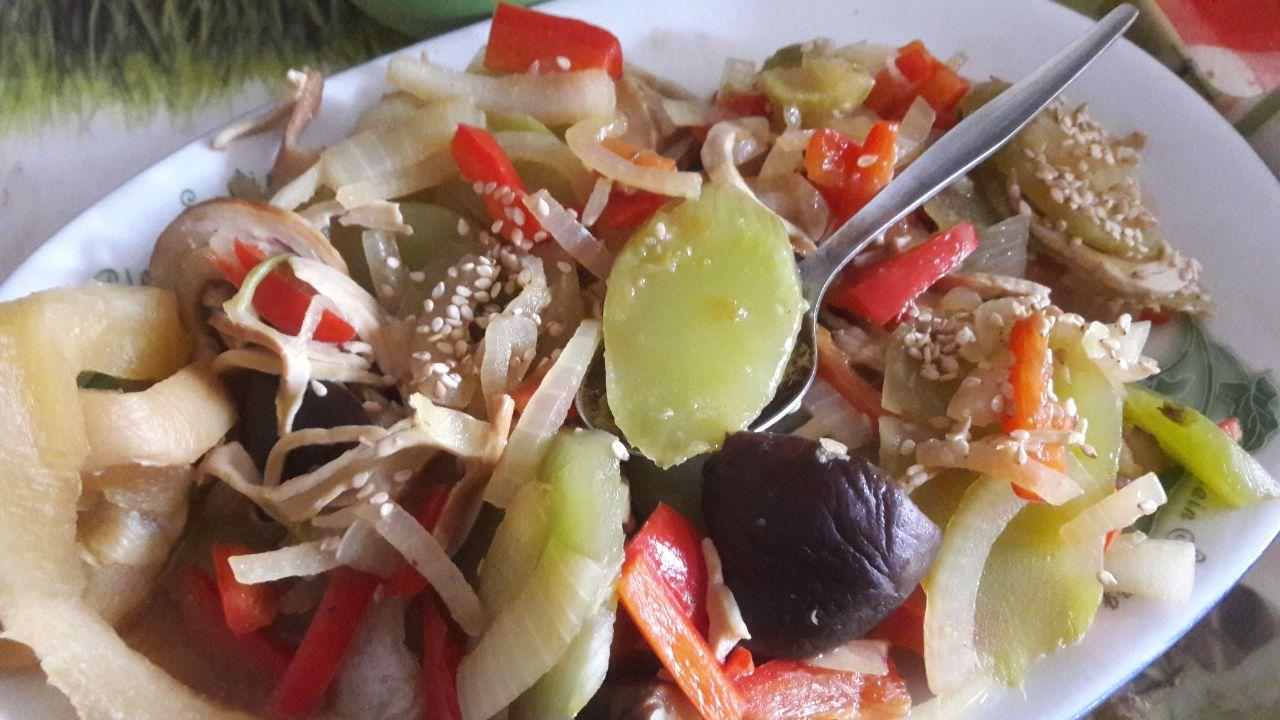
Sauté en tranche (dans la cuillère dans un plat végétalien, de légumes et doufu juan.